# Pomičan blagdan
Pomičan (pomični) blagdan (lat. festus mobilus) je svetkovina, blagdan ili spomendan Općega rimskog kalendara koja nema točno određen nadnevak, već se svake godine slavi na drugi dan. Većina ih se određuje prema nadnevku Uskrsa, koji se slavi u nedjelju nakon prva proljetna uštapa. U slučaju poklapanja nadnevaka dviju svetkovina ili blagdana ista stupnja, liturgijskim propisima određeno je koja od njih ima prednost.
Pomični blagdani postoje i u pravoslavlju i u Anglikanskoj zajednici.

## Primjeri
Moguće pomične svetkovine, blagdani ili spomendani:
1. Krštenje Gospodinovo
2. Pepelnica ili Čista srijeda (početak korizme)
3. Cvjetnica (Nedjelja Muke Gospodnje)
4. Vazmeno trodnevlje
5. Uskrs (Nedjelja Uskrsnuća Gospodinova)
6. Uskrsni ponedjeljak
7. Uzašašće Gospodinovo (Spasovo)
8. Duhovi (Pedesetnica)
9. BDM Majka Crkve
10. Presveto Trojstvo
11. Tijelovo (Presveto Tijelo i Krv Kristova)
12. Presveto Srce Isusovo
13. Bezgrješno Srce Marijino
14. Krist Kralj
15. prva nedjelja došašća
16. Sveta Obitelj